# Інка Рока
Інка Рока (*Inka Roq'a, д/н — бл. 1380) — 6-й Капак Інка міста-держави Куско бл. 1350—1380 років, заснував династію Верхнього Куско. за його правління територія держави розширилася за долину Куско. Відомий як автор численних «золотих думок» (афоризмів).

## Життєпис
Походив з династії Нижнього Куско. Син Капак Юпанкі. Стосовно матері існують різні відомості: на думку одних дослідників, нею була сестра Юпанкі — Кусі Чімбо, інші вважають — Курі Ільпай, що не належала до Інків. Ще за життя Капак Юпанкі розгорнулася боротьба зі зведеним братом Кіспе Юпанкі за отримання статусу спадкоємця трону, в якій зрештою переміг Інка Рока. Можливо, було вбито батька останнього. Інка Рока остаточно зміцнив статус резиденції в палаці Коріканча, згодом заснувавши власну резиденцію Коракора, на противагу суперникам, що базувалися в Інтіканчу. Оскільки Коріканча містився вище Інтіканчу, а сам Інка Рока був інкою лише по батьківській лінії, то фактично було засновано нову гілку панівної династії, яка дістала назву Верхня Куско.
Він першим з володарів прийняв титул Інка, впровадивши традицію використовувати ім'я інки в титулатурі. Тепер цей титул мав використовувати лише голова держави Куско, його васали називалися «сінча» та «кусака». Низка вчених порівнює прийняття титулу Інка з європейським процесом отримання титулу короля.
Знаючи про своє не зовсім інкське походження, Інка Року сильно хвилювало зміцнення свого авторитету в державі. Задля зміцнення власної влади та влади над підкореними землями він вирішив зміцнювати культ його власної величі й винятковості. Теоретичному обґрунтуванню й насадженню цього культу він приділяв усю свою увагу. Інка Року вимагав від підданих, щоб вони якомога більше красномовно демонстрували йому своє шанування.
Цей володар намагався піднести велич і авторитет володаря Куско для подальшого розширення кордонів держави. Він став влаштовувати величні бенкети. Навіть жінок у нього було більше, ніж у попередніх володарів Куско. Інка Рока першим з владик Тауантінсую став вимагати, щоб інкам уже за життя виявлялися такі ж почесті, які відплачувалися самим лише богам. Рока також першим став вимагати, щоб піддані його держави поставали перед своїм повелителем, схиливши голову, або ж на колінах, щоб вони були босі й зверталися до владики тихим, покірним голосом. Інка Рока став автором деталізованого вчення про винятковість, надприродну велич Інків.
Була продовжена політика піднесення значення бога Сонця, який вважався предком Інки Роки, придушуючи поклоніння бога-творця Віракоча, шанованому в низці областей як верховне божество. Рока став засновником унікального інституту інків — так званої «панакі», відповідно до нього усі нащадки Інків належали до одного правлячого роду — капак айлью. З часу правління Роки нащадки кожного з померлих Інків зараховувалися до роду цього Інки. Ці родові об'єднання кровних родичів померлих володарів (панакі) зобов'язані були піклуватися про померлого і нині муміфікованого предка (годувати його мумію, одягати її, влаштовувати для неї свята, наймати для мумії слуг, наглядати за будинком, у якому перебуває мумія). Піклуватися про свою мумію Інка Рока наказав одному з його синів.
Поруч зі своїм новим палацом Коракора наказав збудувати першу спеціалізовану школу ячауасі (будинок освіти) для представників своєї династії та дітей вищої аристократії. Тут здобували всі необхідні знання (перш за все, історію, релігійні обряди, легенди про синів Сонця) та навчалися мистецтва управляти.
У зовнішній політиці Інка Рока намагався продовжувати політику попередніх Капака Інка з розширення володінь. Проте не брав участі у походах, довіривши це іншим представникам династії — Вікакірао Інка та Апо Майта. Останній придушив великий заколот племені маска на чолі Уасі Уакоу. Саме за Інка Рока встановлено правило проходження переможних процесій у столиці, які на думку дослідників, нагадували святкування тріумфу в Стародавньому Римі.
За час володарювання Інка Роки в інків укоренилася переконаність в історичній місії їхнього народу, в абсолютній правомірності завойовницьких походів, територіальної експансії їхньої держави. За підтримки племен капа і канса були підкорені міста-держави Муйне і Пінауа. Водночас постійно велася підготовка до боротьби з державами чанка. Проте на війну з останніми Інка Рока не наважився, маючи небезпеку з боку Токай Капаку, володаря аймарів. Незадовго до смерті зробив свого улюбленого сина Яруара Уакака своїм співволодарем, започаткувавши цим нову традицію.